# Pedi (llengua)
Sesotho sa leboa (també conegut com a sotho del nord o sepedi, i que no ha de confondre's amb el sesotho) és una llengua africana parlada en l'Àfrica Austral, més específicament en el nord de Sud-àfrica. Entre la família de llengües níger-congo, forma part del grup bantú, subgrup sotho.
A Sud-àfrica al voltant de 3,7 milions de persones consideren aquesta la seva llengua materna. És una de les onze llengües oficials esmentades a l'article 6.1 de la Constitució de 1996.
Existeix certa confusió sobre l'ús del nom sepedi per a aquesta llengua; a Sud-àfrica oficialment se li coneix per aquest nom, no obstant això generalment es coneix com a sepedi tan sols a un dialecte d'aquesta llengua utilitzat pel poble bapedi.